# Länna, Uppsala kommun
Ej att förväxla med Länna, Norrtälje kommun.
Länna är en tätort i Almunge socken, Uppsala kommun. Länna ligger 20 kilometer öster om Uppsala och drygt 20 kilometer väster om Knutby.

## Historia

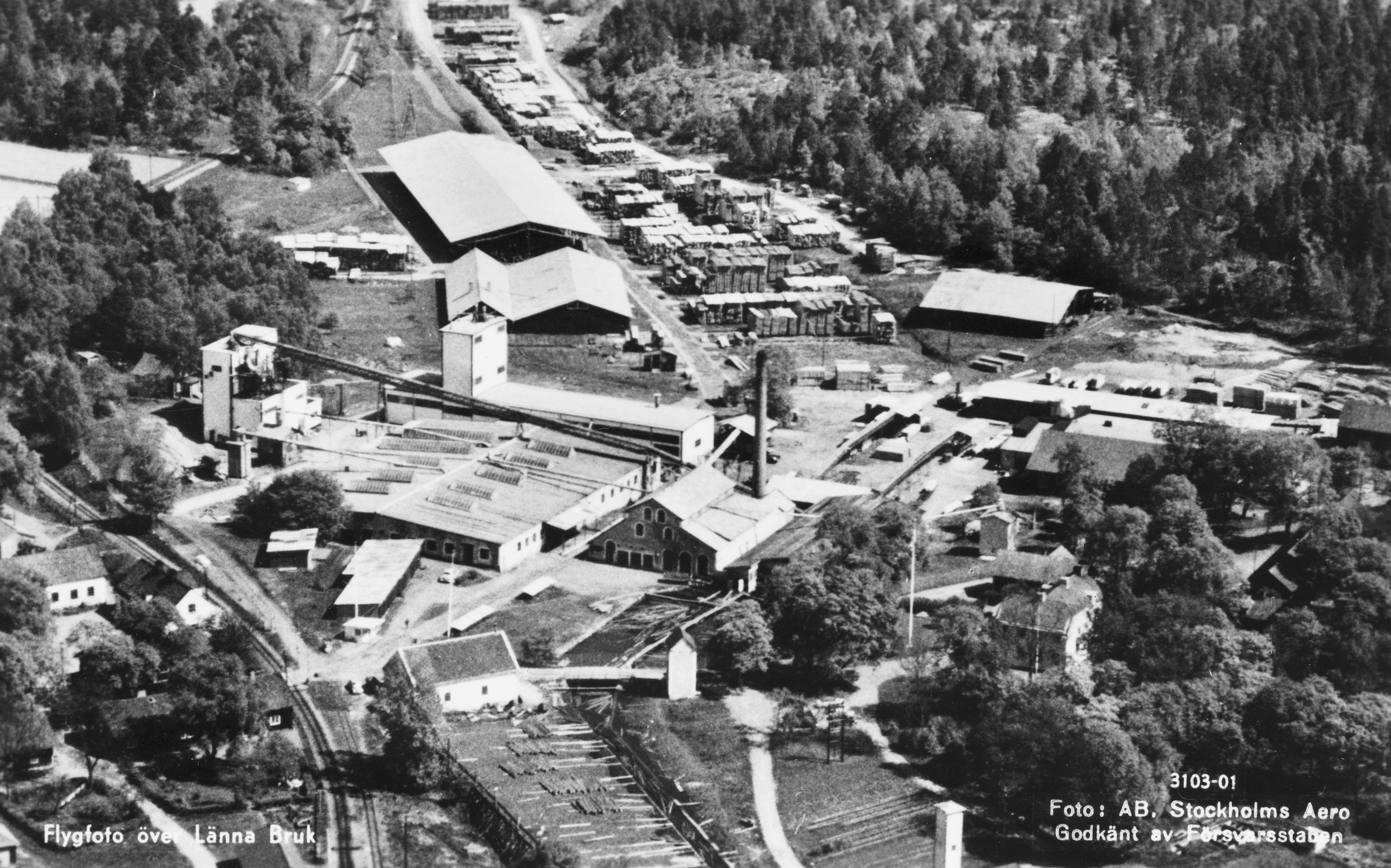
Länna bruk, fabriksområdet, 1950-talet.

Länna gård som gett namn åt orten finns omnämnd från 1364. 1758 köptes gården av ägarna till Vattholma Bruk AB, som anlade ett järnbruk i Länna.
I slutet på det stora nordiska kriget 1700–1721 invaderades Uppland av ryska arméer. Detta blev ett mycket hårt slag mot järnbruken, som låg relativt koncentrerade geografiskt. Efter detta uppmuntrade staten till att bruk öppnades mer utspritt. Det, och den goda vattentillgången i Länna, var avgörande för beslutet att bygga en masugn i Länna. Bruket drevs till en början av ägarna till Vattholma Bruk AB som 1758 förvärvade Länna gård. Bruket kom att köpa stora arealer skogsmark för att förse masugnen med träkol. 1758 var även året då det moderna Länna började utvecklas. 
I 200 år kretsade livet i Länna kring bruket, tack vare det drogs en smalspårig järnväg ut dit 1876 från Uppsala. Några år senare, 1884, invigdes Lenna–Norrtelge järnväg via Almunge, Faringe, Knutby, Rånäs och Rimbo.
År 1905 lades järnbruket ned, men i stället startades en träindustri på bruket. Järnvägen köptes upp av Stockholm-Roslagens Järnvägar som blev det samlande bolaget för samtliga Roslagens smalspåriga järnvägar. Sträckan Uppsala–Faringe blev känd som Norra roslagsbanan men lades ned 1977.

## Samhället
Länna har en förskola och en lågstadieskola. Länna byalag är en ideell förening som arbetar för att göra Lännabornas röst hörd, bland annat driver byalaget den lokala dansbanan Kopphagen. Länna har även en badplats i Borgardalen som många Uppsalabor reser till på sommaren, bland annat för att dyka från klipporna.
Namnet Länna är förknippat med Lennakatten, en museijärnväg från Uppsala via Länna ut till Faringe. Då SJ slutligen övertog järnvägen ändrades stationsnamnet till Lännaholm för att undvika förväxling.
Väg 282 går genom samhället.
Uppsala Kommun anger i sin översiktsplan att området har potential att växa med ca 500 personer fram till 2030. Tidigare var möjligheten att bygga nytt i Länna begränsad på grund av brist på grundvatten och avloppsreningens kapacitet.  Men 2013 invigdes en vatten- och avloppsledning där man pumpar dricksvatten hela vägen från Uppsala och avloppsvatten åt andra hållet.

## Näringsliv
Den svenska skogskoncernen Holmen har sitt kontor här.

## Idrott
Länna IF  har rötter ända från 1926 då Lenna Cykelklubb startades. Genom åren har Länna IF sysslat med en mängd olika sporter såsom gymnastik, friidrott, terränglöpning, bandy, skidor, skidorientering, fotboll, ishockey och orientering. Idag återstår endast orientering. Klubben är mycket aktiv och var 2009 en av de större klubbarna vid O-ringen.
I Källberga nära Länna finns Uppsalas mest samlade område för bouldering, dvs klättring på flyttblock. Det finns även en kommersiell inomhus bouldervägg, Rockwater.
I Länna finns även tennisbanor samt en fotbollsplan. Närmaste golfbana är Grönlunds golfklubb i Almunge, ca 6 km österut, samt Almunge golfbana. På vintrarna brukar ett längdspår dras på Grönlunds golfklubb.

## Bilder, bruket och orten

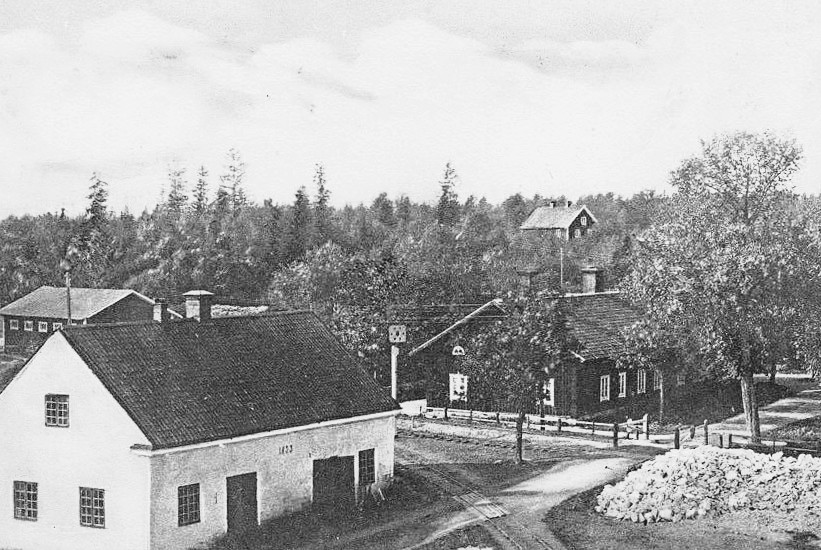
Bruksgatan i Länna, 1906.
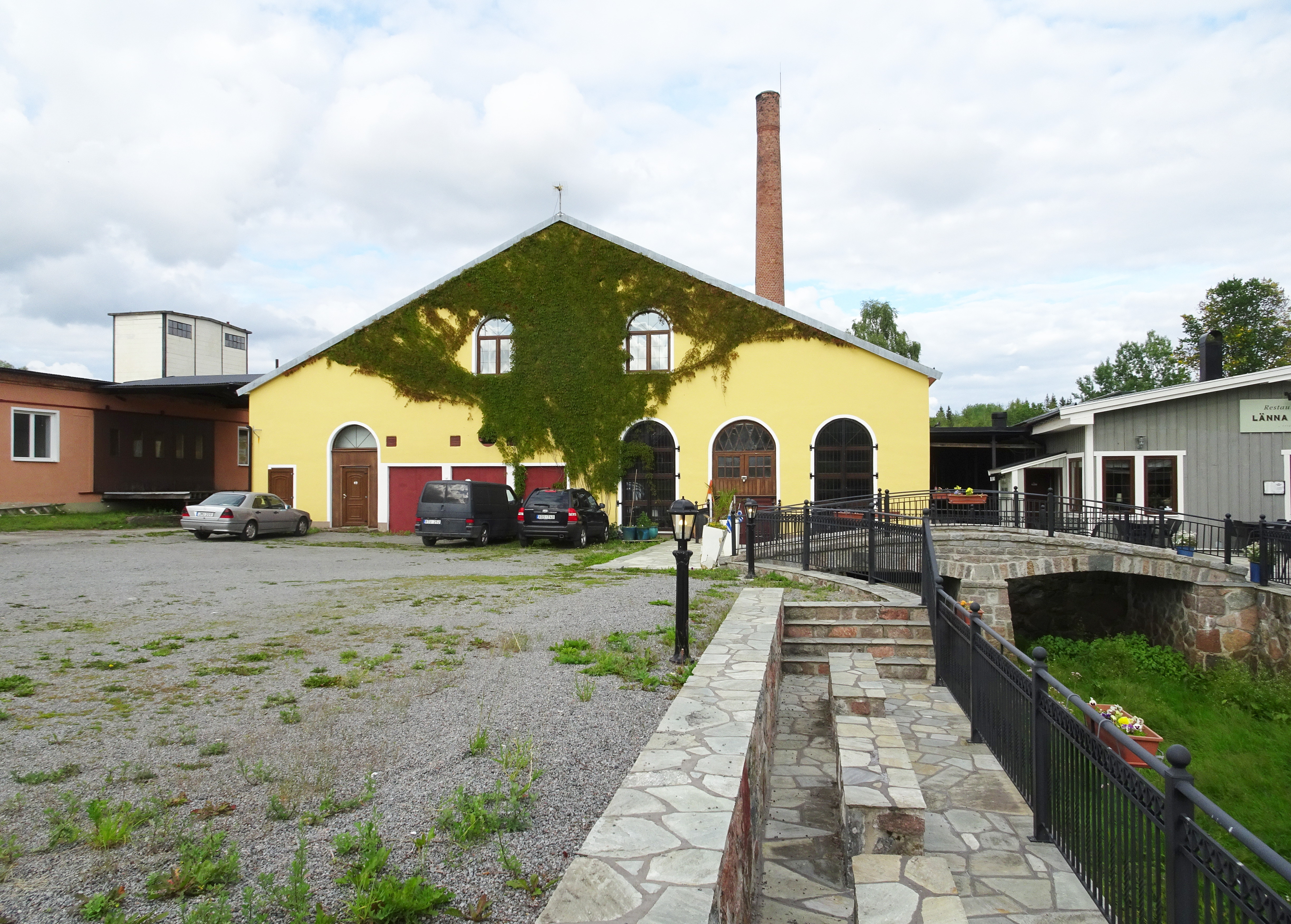
Före detta fabriksbyggnad för Länna bruk, idag restaurang.
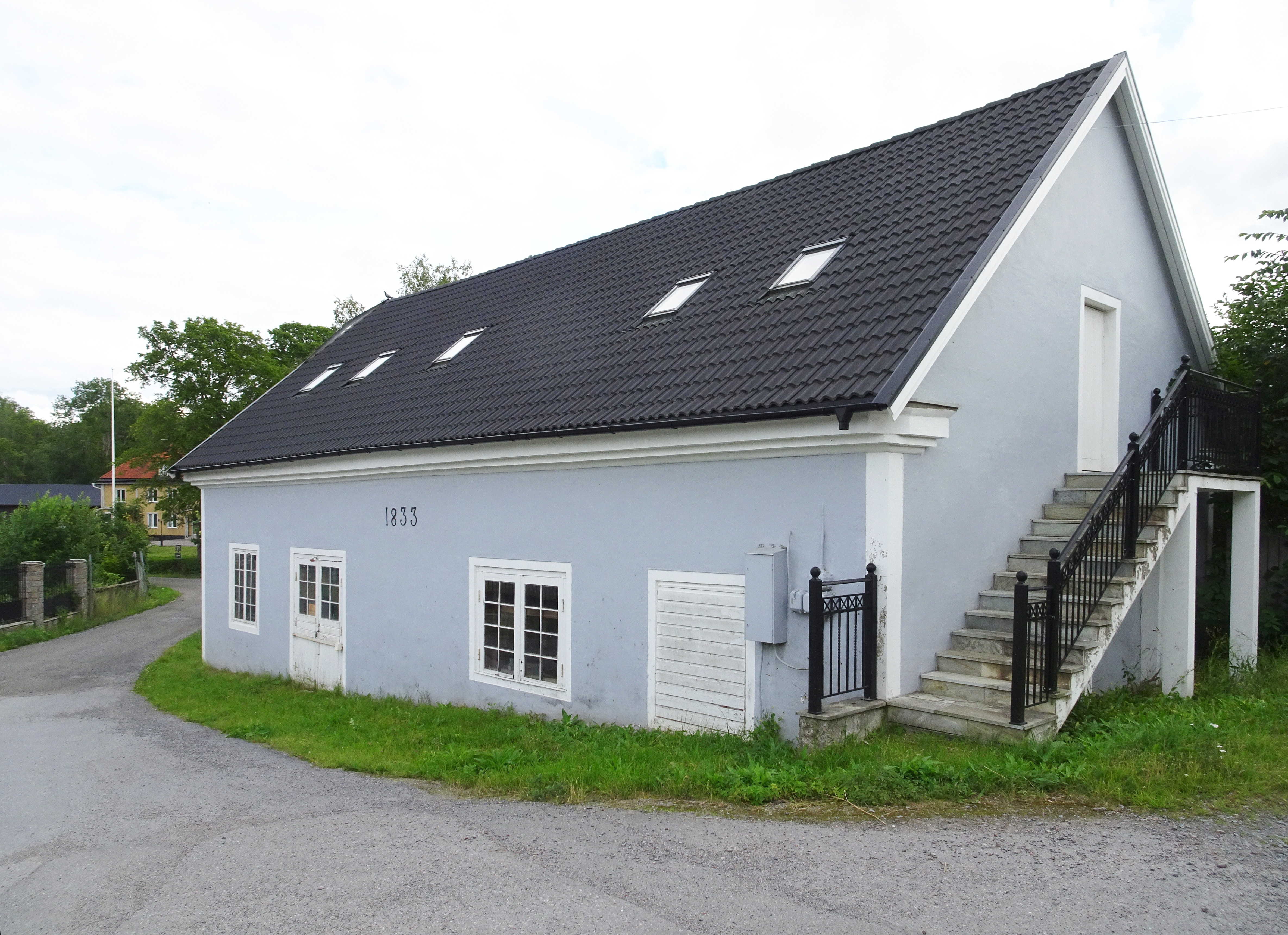
Byggnad från 1833 vid gamla bruksgatan i Länna.
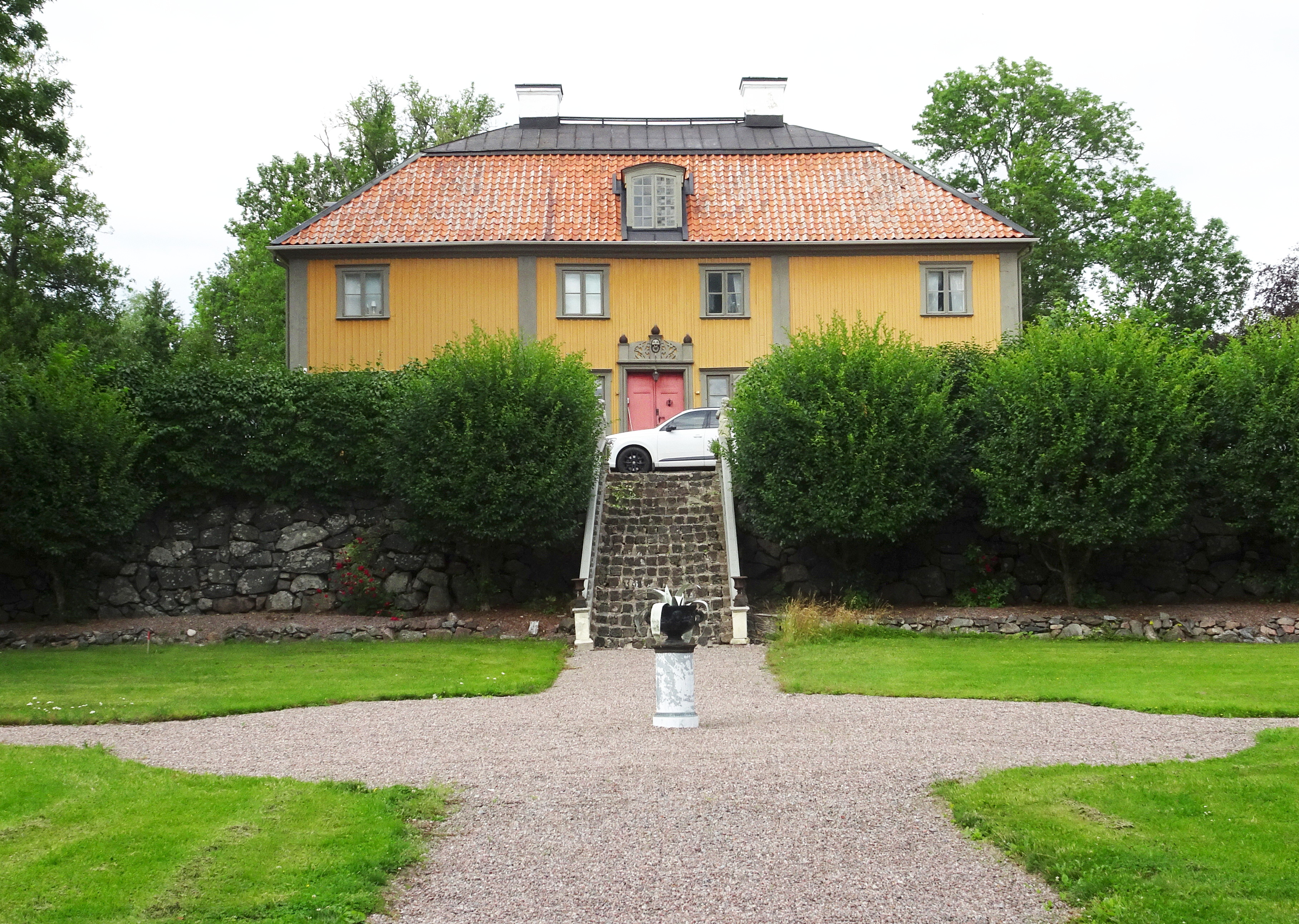
Länna gårds huvudbyggnad.
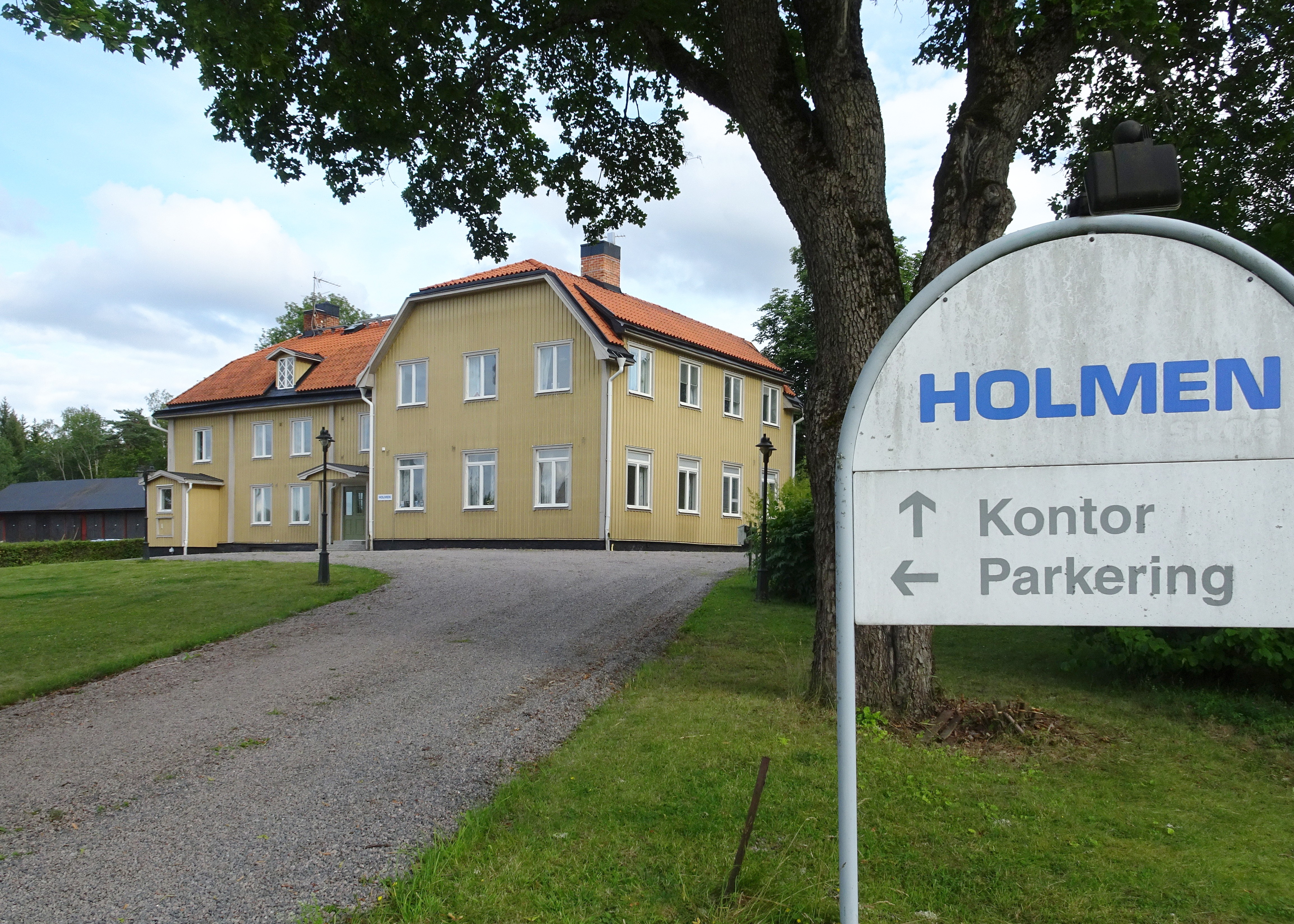
Holmens kontor i Länna.

## Bilder, järnvägen

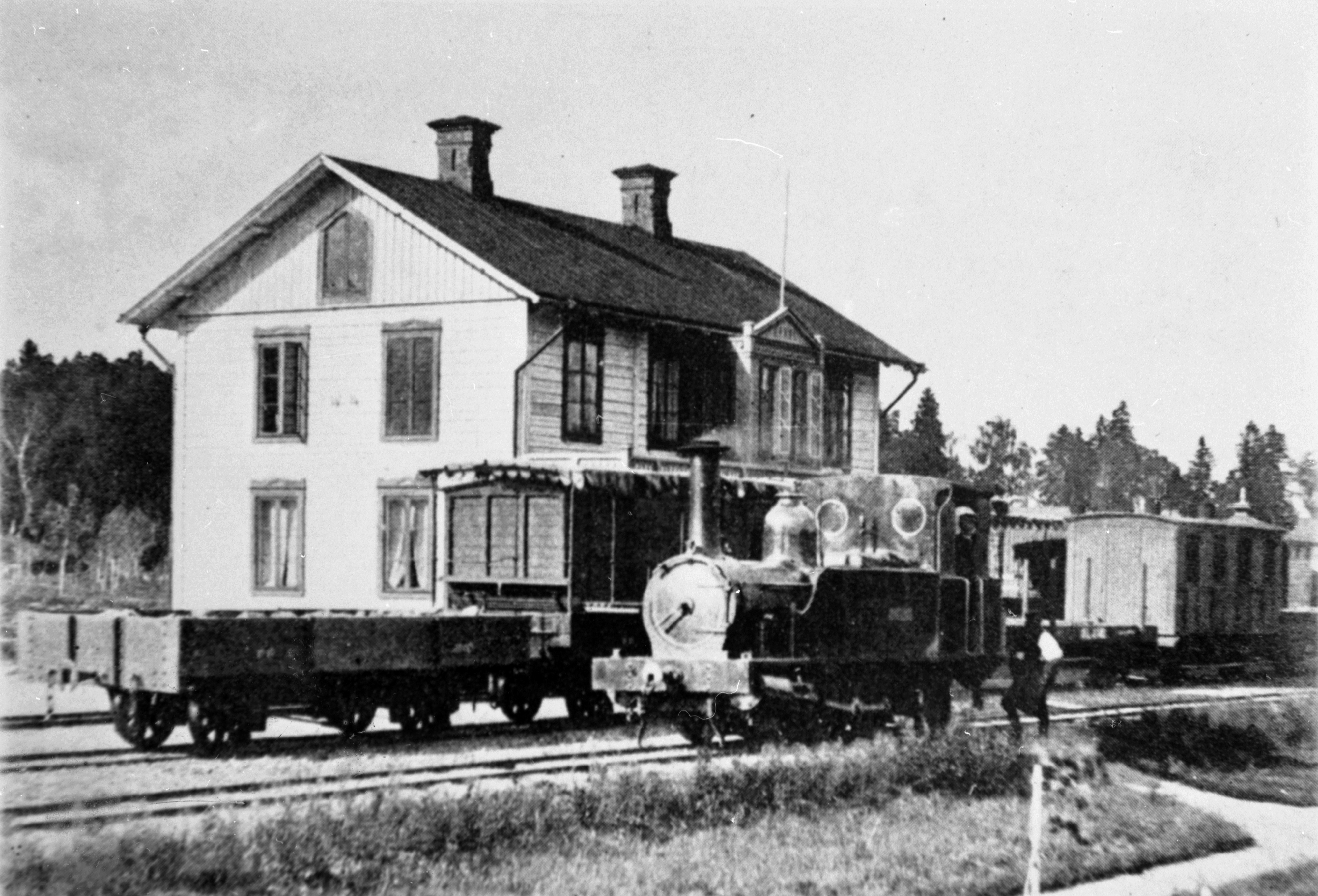
Stationshuset "Lenna", 1880-tal.
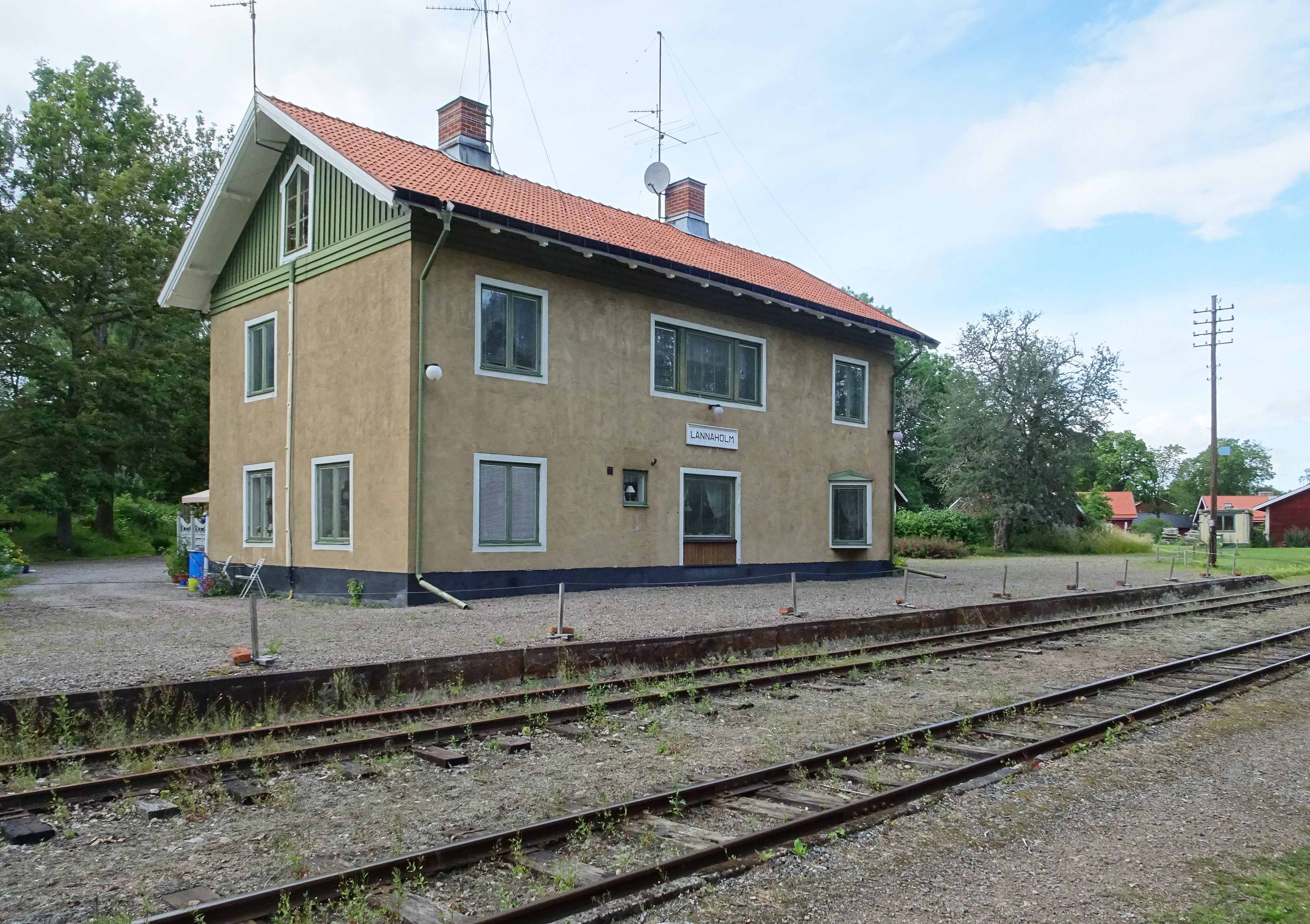
Stationshuset "Lännaholm" 2019.
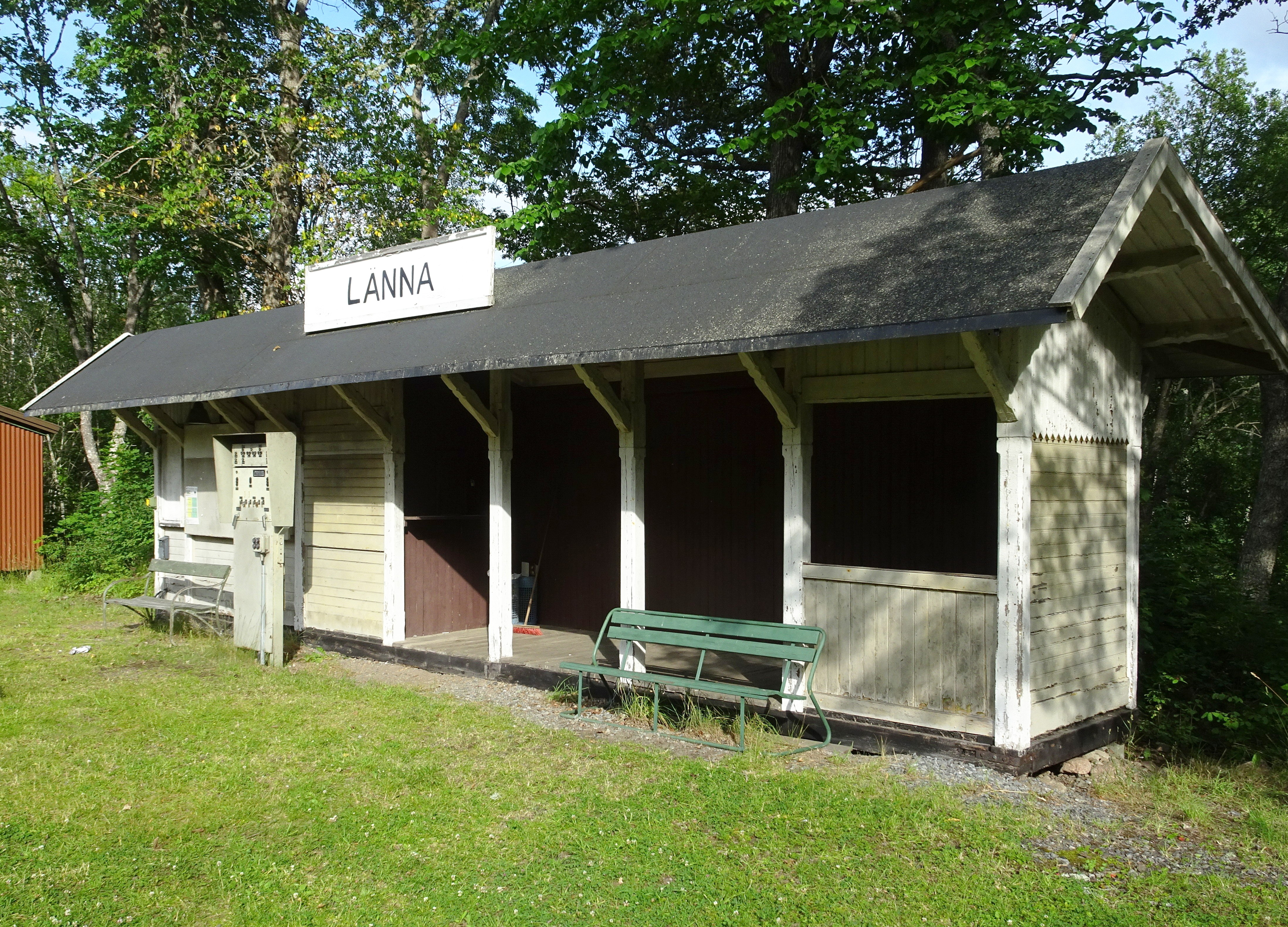
Länna hållplats, 2019.
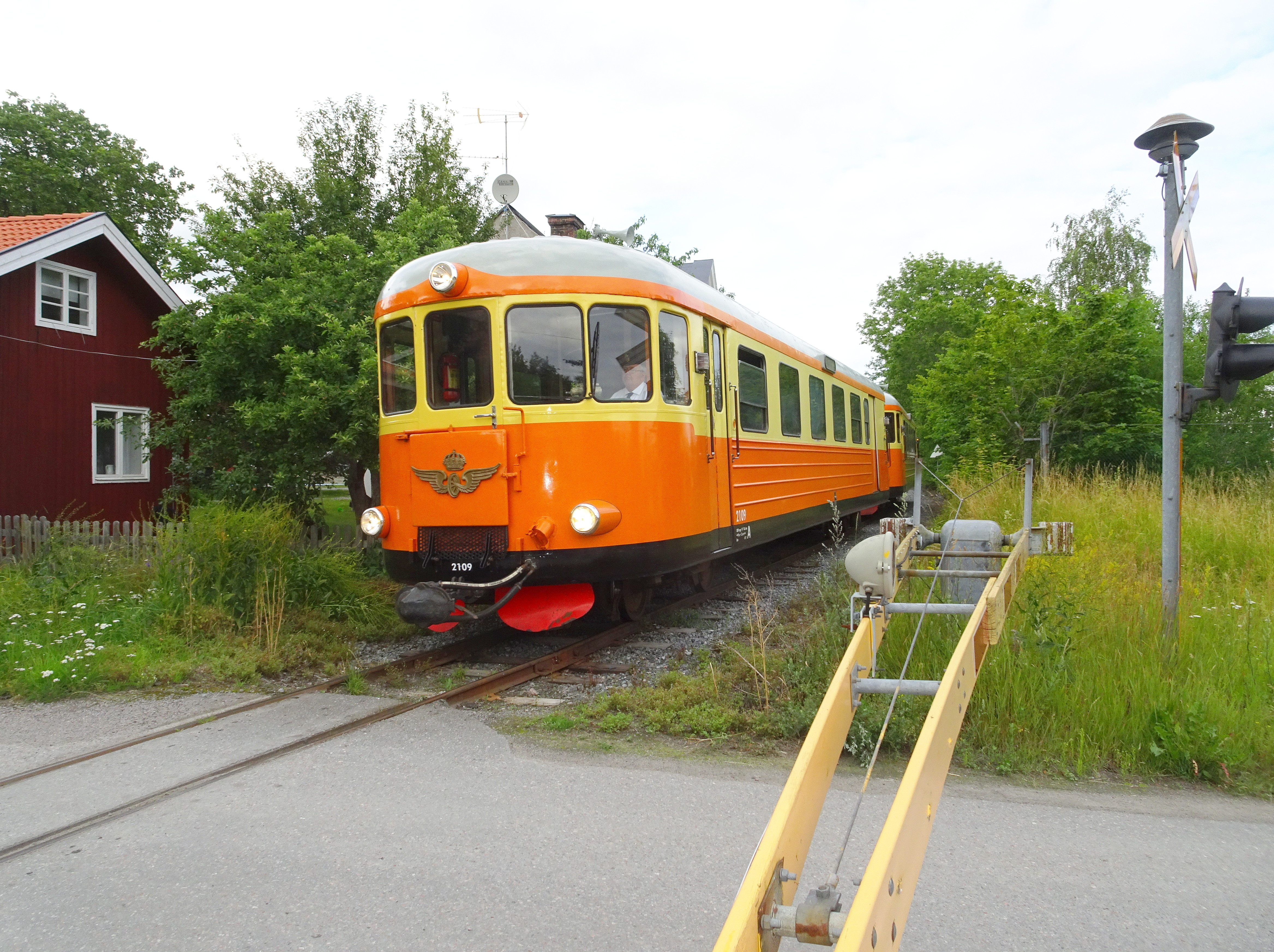
Rälsbuss korsar gamla bruksgatan i Länna.
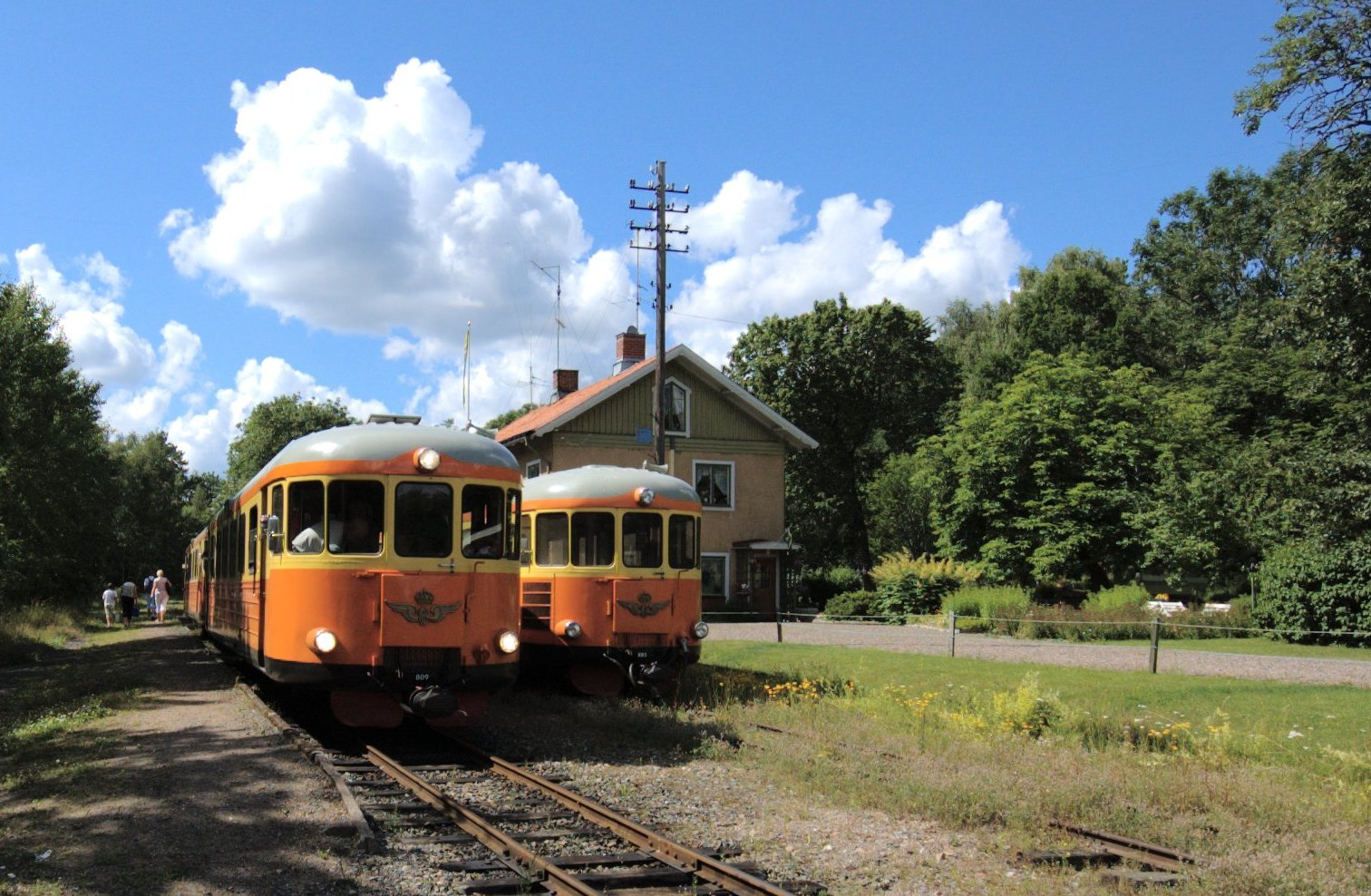
Länna station med rälsbussar, 2007.

### Befolkningsutveckling
| Befolkningsutvecklingen i Länna 1950–2020 | Befolkningsutvecklingen i Länna 1950–2020 | Befolkningsutvecklingen i Länna 1950–2020 | Befolkningsutvecklingen i Länna 1950–2020 | Befolkningsutvecklingen i Länna 1950–2020 |
| ----------------------------------------- | ----------------------------------------- | ----------------------------------------- | ----------------------------------------- | ----------------------------------------- |
|                                           |                                           |                                           |                                           |                                           |
| År                                        |                                           |                                           | Folkmängd                                 | Areal (ha)                                |
| 1950                                      | 1950                                      |                                           | 362                                       |                                           |
| 1960                                      | 1960                                      |                                           | 416                                       | 70                                        |
| 1965                                      | 1965                                      |                                           | 426                                       | 73                                        |
| 1970                                      | 1970                                      |                                           | 456                                       |                                           |
| 1975                                      | 1975                                      |                                           | 494                                       |                                           |
| 1980                                      | 1980                                      |                                           | 478                                       |                                           |
| 1990                                      | 1990                                      |                                           | 719                                       | 94                                        |
| 1995                                      | 1995                                      |                                           | 725                                       | 95                                        |
| 2000                                      | 2000                                      |                                           | 731                                       | 95                                        |
| 2005                                      | 2005                                      |                                           | 698                                       | 95                                        |
| 2010                                      | 2010                                      |                                           | 685                                       | 95                                        |
| 2015                                      | 2015                                      |                                           | 700                                       | 111                                       |
| 2020                                      | 2020                                      |                                           | 670                                       | 104                                       |
|                                           |                                           |                                           |                                           |                                           |